# Belinda Mayne
Belinda Mayne, née le 2 octobre 1954 à Londres, est une actrice britannique, fille de l'acteur Ferdy Mayne.

## Filmographie partielle
- 1980 : Le monstre attaque (Alien 2 - Sulla Terra)
- 1980 : Flashpoint Africa
- 1980 : Nightkill
- 1981 : Goliath Awaits
- 1982 : Krull
- 1984 : Don't Open till Christmas
- 1984 : Lassiter
- 1984 : Vivre pour survivre (White Fire)
- 1987 : Beauté fatale (Fatal Beauty)
- 1987 : Doctor Who : épisode Delta and the Bannermen : Delta
- 1992 : The Tigress